# Ameprod TVG-10
La TVG-10 est une console de jeux vidéo de première génération fabriquée en Pologne dans les années 1978 - 1984.

## Historique
Après le lancement sur le marché de premières consoles de jeux dans les pays occidentaux, la Pologne envisage de produire un jeu semblable. Dans les années 1970 la société Unimor construit deux prototypes, l'un d'eux est commercialisé mais sa vente n'atteint que 1000 exemplaires. Certains magazines d'électronique publient des schémas, basés sur la puce AY-3-8500, pour que les lecteurs puissent eux-mêmes fabriquer une console. Enfin la société Elwro commence en 1978 la production de la console TVG-10, qui est disponible sur le marché deux ans plus tard. Cependant l'appareil est cher et n'est produit qu'à 10 000 exemplaires. En 1981 la production est reprise par la société Ameprod ,. Ameprod est une entreprise polonaise avec du capital étranger qui obtient de plus grandes quantités de la puce à des meilleures conditions, ce qui a permis une augmentation du nombre de production. Un total d'environ 100 000 unités ont été produites.

## Description
La console permet de jouer à six jeux différents:
- Tennis
- Squash
- Practice
- Hockey
- Tir sur cible 1
- Tir sur cible 2

Les jeux peuvent être adaptés à l'habileté du joueur (vitesse de déplacement de la balle, la taille de la balle, etc.). De plus, il est possible de jouer à deux jeux qui impliquent l'utilisation d'un pistolet optique.

## Données techniques
- Processeur: AY- 3-8500
- Dimensions: 3×47×15 (cm)
- Poids: 2 kg